# Marilyn (1953)
Marilyn (lançado nos Estados Unidos como Roadhouse Girl) é um filme noir britânico de 1953, dirigido por Wolf Rilla, e estrelado por Sandra Dorne e Maxwell Reed.

## Enredo
O assanhado mecânico Tom Price (Reed) cobiça a sedutora Marilyn (Dorne), a jovem esposa do mal-humorado dono de mecânica George Saunders (Dwyer). Supondo que Marilyn anda se divertindo com seu empregado, Saunders começa a socá-lo para fora do local. Defendendo-se, Tom acidentalmente mata seu patrão. Marilyn o ajuda a encobrir o crime, e juntos os dois fogem para começar uma nova vida. Vários meses depois, o casal é dono de uma estalagem, o que mal dá para pagar as contas. O rico Nicky Everton (Mayne) concorda em emprestar ao casal algum dinheiro, achando que Marilyn vai oferecer suas afeições como pagamento. No meio disso tudo, Rosie - a empregada de Marilyn - mantém segredo sobre o assassinato, até ser subestimada demais por sua egocêntrica chefe.

## Elenco
- Sandra Dorne como Marilyn Saunders
- Maxwell Reed como Tom Price
- Leslie Dwyer como George Saunders
- Vida Hope como Rosie
- Ferdy Mayne como Nicky Everton
- Hugh Pryse como coronel
- Kenneth Connor como hóspede
- Ben Williams como jurado Foreman